# Saint-Blaise-la-Roche
Saint-Blaise-la-Roche é uma comuna francesa na região administrativa de Grande Leste, no departamento Baixo Reno.
Estende-se por uma área de 2,39 km². Em 2010 a comuna tinha 229 habitantes (densidade: 95,8 hab./km²).